# Grant Holloway
Stanley Grant Holloway (Chesapeake, 19 novembre 1997) è un ostacolista statunitense, campione olimpico dei 110 metri ostacoli a Parigi 2024 e campione mondiale della medesima specialità a Doha 2019, Oregon 2022 e Budapest 2023.
Detiene il record mondiale dei 60 metri ostacoli con il tempo di 7"27, stabilito il 16 febbraio 2024 a Albuquerque.

## Progressione

### 60 metri ostacoli indoor
| Stagione | Tempo | Luogo           | Data      | Rank. Mond. |
| -------- | ----- | --------------- | --------- | ----------- |
| 2023/24  | 7"27  | Albuquerque     | 16-2-2024 | 1°          |
| 2022/23  | 7"35  | Birmingham      | 25-2-2023 | 1°          |
| 2021/22  | 7"29  | Belgrado        | 20-3-2022 | 1º          |
| 2020/21  | 7"29  | Madrid          | 24-2-2021 | 1º          |
| 2019/20  | 7"38  | Clemson         | 14-2-2020 | 1°          |
| 2018/19  | 7"35  | Birmingham      | 9-3-2019  | 1°          |
| 2017/18  | 7"42  | Clemson         | 10-2-2018 | 1°          |
| 2016/17  | 7"58  | Fayetteville    | 10-2-2017 | 14°         |
| 2016/17  | 7"58  | College Station | 11-3-2017 | 14°         |

### 110 metri ostacoli
| Stagione | Tempo | Luogo      | Data      | Rank. Mond. |
| -------- | ----- | ---------- | --------- | ----------- |
| 2024     | 12”86 | Eugene     | 2024      |             |
| 2023     | 12"96 | Budapest   | 21-8-2023 |             |
| 2022     | 12"99 | Monaco     | 10-8-2022 |             |
| 2021     | 12"81 | Eugene     | 26-6-2021 |             |
| 2020     | 13"19 | Monaco     | 14-8-2020 |             |
| 2019     | 12"98 | Austin     | 7-6-2019  |             |
| 2018     | 13"15 | Knoxville  | 13-5-2018 |             |
| 2017     | 13"39 | Sacramento | 25-6-2017 |             |

## Palmarès
| Anno | Manifestazione  | Sede     | Evento   | Risultato | Prestazione | Note                                     |
| ---- | --------------- | -------- | -------- | --------- | ----------- | ---------------------------------------- |
| 2019 | Mondiali        | Doha     | 110 m hs | Oro       | 13"10       |                                          |
| 2021 | Giochi olimpici | Tokyo    | 110 m hs | Argento   | 13"09       |                                          |
| 2022 | Mondiali indoor | Belgrado | 60 m hs  | Oro       | 7"39        | [ 2 ]                                    |
| 2022 | Mondiali        | Eugene   | 110 m hs | Oro       | 13"03       |                                          |
| 2023 | Mondiali        | Budapest | 110 m hs | Oro       | 12"96       | Miglior prestazione personale stagionale |
| 2024 | Mondiali indoor | Glasgow  | 60 m hs  | Oro       | 7"29        | Record dei campionati                    |
| 2024 | Giochi olimpici | Parigi   | 110 m hs | Oro       | 12"99       |                                          |
| 2025 | Mondiali indoor | Nanchino | 60 m hs  | Oro       | 7"42        |                                          |

## Altre competizioni internazionali
2022
- Oro all'Herculis ( Monaco), 110 m hs - 12"99
- Oro al Weltklasse Zürich ( Zurigo), 110 m hs - 13"02
- Vincitore della Diamond League nella specialità dei 110 m hs

2023
- Oro al Golden Gala ( Firenze), 110 m hs - 13"04
- Oro al Meeting de Paris ( Parigi), 110 m hs - 12"98
- Oro ai London Anniversary Games ( Londra), 110 m hs - 13"01

2024
- Oro al Prefontaine Classic ( Eugene), 110 m hs - 13"03
- Oro all'Herculis ( Monaco), 110 m hs - 13"01
- Oro al Weltklasse Zürich ( Zurigo), 110 m hs - 12"99